# Тиери дьо Дюв
Тиери дьо Дюв или Де Дюв (на френски: Thierry de Duve, 1944) е белгийски теоретик на съвременното изкуство, художествен критик, куратор.

## Биография
Завършва Льовенския университет. Преподава в художествено училище в Брюксел, в Университета Лил-III, в Сорбоната, в Масачузетския технологичен институт, Университета „Джонс Хопкинс“ и Пенсилванския университет. Той е кураторът на международната изложба „100 години съвременно изкуство“ (Брюксел, 2002), Белгийския павилион на Венецианското биенале (2003). Автор на монографии, посветени на творчеството на Марсел Дюшан, Йозеф Бойс, Джеф Уол и др., опонент е на Клемънт Грийнбърг. Постоянен сътрудник на списанията October и Critical Inquiry.
Днес е професор по естетика и история на изкуството в Университета Лил-III.